# Плащоносна ящірка
Плащоносна ящірка (Chlamydosaurus kingii) — єдиний представник представник роду Chlamydosaurus з родини Агамових.

## Опис

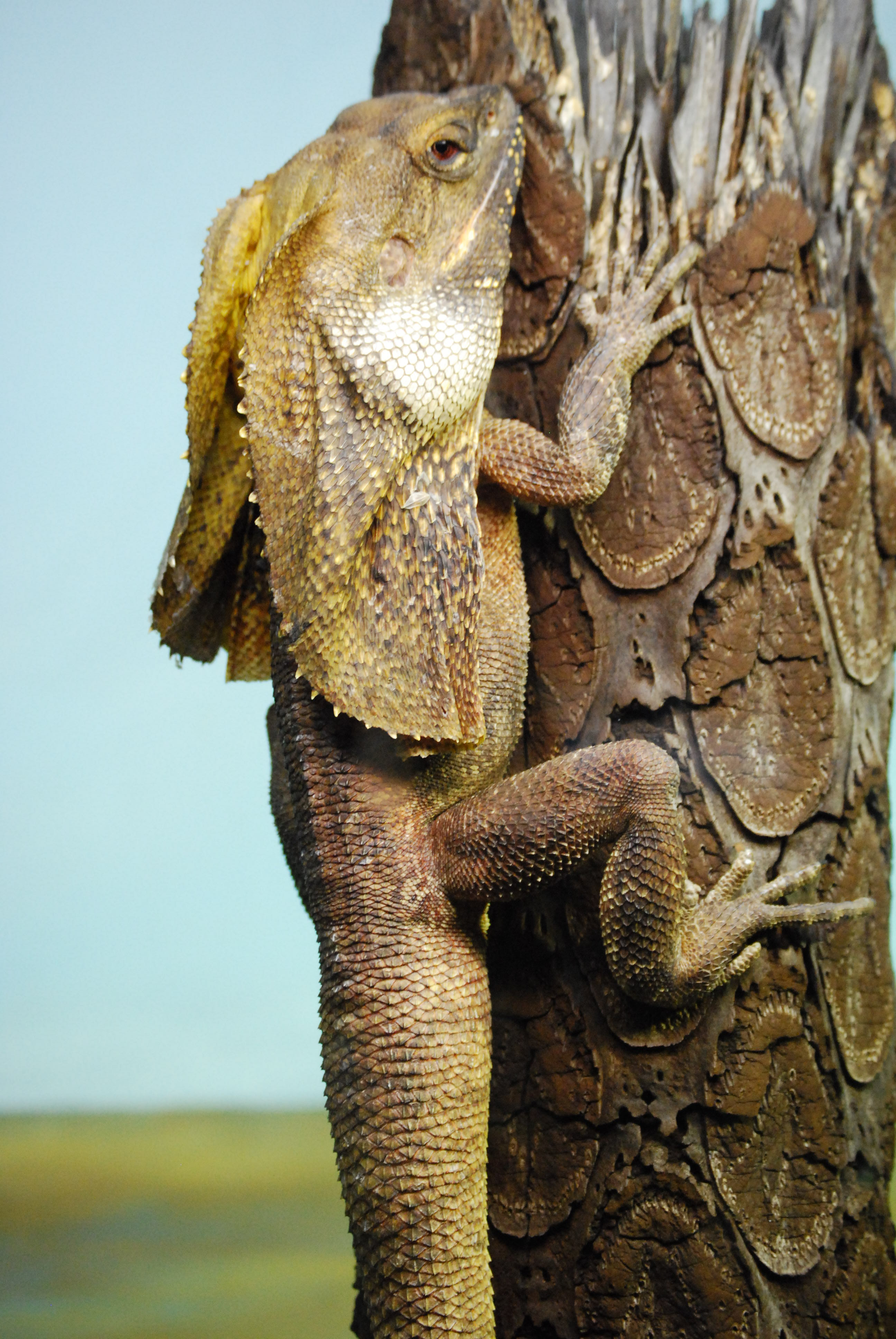

Загальна довжина сягає 80—90 см, вага 0,5 кг. Спостерігається статевий диморфізм — самці значно більше за самиць. Має на шиї широкій, зазублений по краях комірець або плащ, перерваному лише на потилиці й глибоко поділений в області горла. Цей комір являє собою вкриту пласкою лускою тонку шкірну перетинку, помітно потовщену за верхньобоковим краєм, де з кожного боку її підтримують по 2 довгих хрящових вирости під'язикової кістки. Вирости можуть напружуватися під дією особливого м'яза на горлі, завдяки чому комірець може підніматися або опускатися.
Спина має рожевий або темно-сірий колір з темними поперечними смугами на спині й хвості, особливо помітний у молодих ящірок. У самців комір попереду яскраво розцвічене численними рожевими, чорними, жовтогарячими, коричневими, блакитними і білими плямами, а груди і горло вугільно-чорні. У дорослих самців повністю розгорнутий комір являє собою майже замкнене коло діаметром до 15 см, в центрі якого виступає вискалена паща. Чим більше розкривається рот, тим ширше розгортається і комір, що відбувається автоматично в силу напруги відростків під'язикової кістки. Сама ящірка при цьому присідає на задніх ногах, високо піднімаючи передню частину тулуба та голову.

## Спосіб життя
Полюбляє лісисту місцину, зустрічається загалом на деревах, хоча також спускається на землю, де розшукує свою здобич. Поки ящірка нічим не потривожена, комір її складено на горлі в численні поздовжні складки, далеко відкинуто назад і зовні малопомітно. Однак у випадку небезпеки він миттєво розгортається, як парасолька, перед здивованим ворогом, приймаючи перпендикулярне до тіла положення, причому цей рух супроводжується одночасним розкриттям широкої пащі. Яскраво прикрашений комірець, який раптово розкривається, відлякує багатьох ворогів, зокрема змій та собак. Цікавою особливістю плащоносної ящірки є її здатність бігати на задніх лапах, тримаючи тулуб майже вертикально піднятим над землею. Передні лапи при цьому вільно звисають униз, а піднятий хвіст здійснює коливальні рухи, чим досягається збереження рівноваги на бігу.
Харчується комахами, павуками та іншими безхребетними, дрібними плазунами.
Це яйцекладна ящірка. Парування відбування у вересні — жовтні. Через місяць самиця відкладає у піщаний ґрунт 4—23 яйця. Температура навколишнього середовища впливає на стать народжених ящірок — при високій температурі з'являються молоді самиці, при м'якій — порівну самців та самок. Молоді плащоносні ящірки з'являються у лютому.

## Розповсюдження
Мешкає у північній та північно-західній Австралії, на півдні о.Нова Гвінея.